# Carrousel du Broad Ripple Park
Le Carrousel du Broad Ripple Park (anglais : Broad Ripple Park Carousel) est un carrousel du Children's Museum of Indianapolis.
Il a été installé en 1917 dans un parc d'attractions à proximité de la White River à Indianapolis, dans l'Indiana, où il demeura jusqu'en 1956, année où l'immeuble l'abritant s'effondra. Le mécanisme fut détruit, mais les animaux, toujours en relativement bon état, furent conservés par les propriétaires du parc.
Le Children’s Museum of Indianapolis a acquis ses deux premiers animaux du carrousel en 1965 et le dernier en 1973. Le musée a ensuite restauré ce manège, restauration achevée en 1977.
Le manège a été désigné National Historic Landmark en 1987.

## Histoire

### Contexte
Le Carrousel du Broad Ripple Park a été installé en 1917 dans un parc dans les faubourgs d'Indianapolis, Indiana. Le White City (en) d'Indianapolis a été fondé en 1906 dans ce qui est actuellement le Broad Ripple Village, le long de la White River. En 1908 un incendie a causé des dommages à travers le parc, et seule la piscine a été épargnée. Le parc ferme durant trois ans jusqu'à sa reprise par la Union Traction Company, qui le restaure et l'exploite pendant onze ans. Le carrousel est installé dans la période où cette société possède le parc. Le parc est vendu en mai 1922 à la nouvelle Broad Ripple Amusement Park Association, et rebaptisé Broad Ripple Park. En 1927 le parc est de nouveau vendu et change une nouvelle fois de main en 1938. La Commission des Parcs d'Indianapolis achète la propriété le 18 mai 1945, pour la somme de 131 500 de dollars (approximativement 1,6 million de dollars de 2025) pour la superficie de 60 acres (soit 24 hectares), et transforme la propriété en simple parc d'agrément, détruisant tous les manèges qu'elle ne pouvait pas vendre. Le plan original de la Commission était de vendre le carrousel et le petit train. Seul le carrousel demeure à Indianapolis, n'ayant pas été vendu; la locomotive à vapeur est actuellement au Indiana Transportation Museum à Noblesville, Indiana.

### Installation
Le carrousel est commandé par William Hubbs, qui l'installe au White City Amusement Park en 1917. Construit avec un mécanisme Mangel-Illions, il comporte des animaux sculptés par la société Dentzel Carousel Company de Philadelphie un peu avant 1900. Le carrousel a été assemblé par l'entreprise William F. Mangels en 1917. Ce n'était probablement pas le premier carrousel dans le parc : il y a des indications d'un précédent manège originaire de Hartford, Connecticut..
On ne sait rien de l'histoire des animaux avant leur installation dans le carrousel en 1917. Durant les années 1960, d'après des articles de journaux, on pense que les animaux sont arrivés à Indianapolis en 1917, importés d'Allemagne par deux frères du nom de Mangels, mais des recherches ultérieures ont révélé que les animaux étaient fabriqués par la société Dentzel. L'installation comportait aussi des peintures à l'huile sur le toit au-dessus des animaux et du mécanisme.

Une partie de l'installation semble avoir compris la modification de quelques animaux pour qu'ils s'incorporent mieux au mécanisme des Mangels. Durant ces travaux, certains des animaux, qui étaient sculptés dans des positions debout ou statiques et donc ne pouvaient être des « sauteurs » (animaux se déplaçant de bas en haut), ont été modifiés pour leur permettre de bouger.

### Utilisation du parc

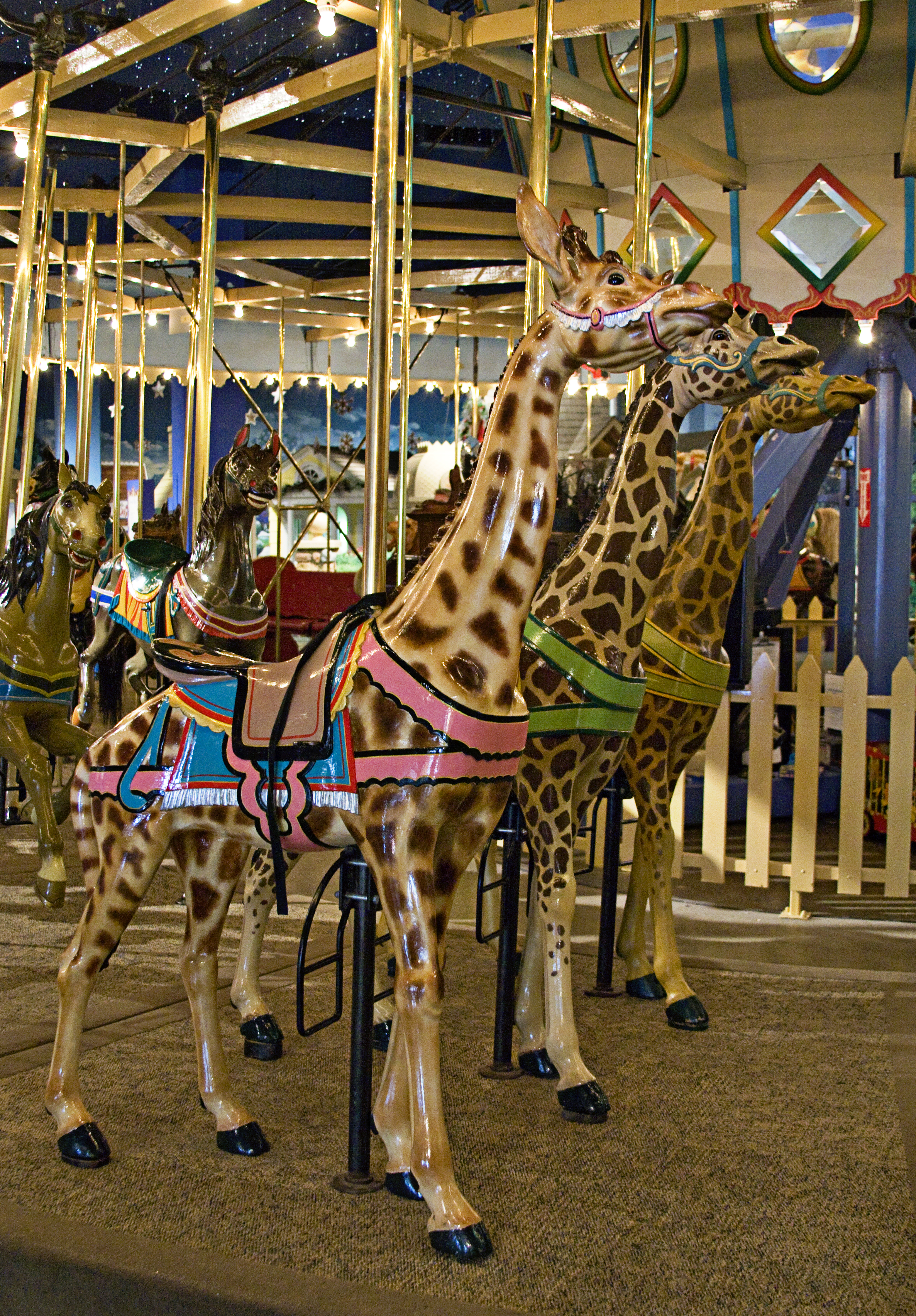
Une rangée de girafes faisait toujours partie d'un carrousel de Dentzel, car c'était son animal favori.

Entre 1917 et 1938 le carrousel est situé près de la piscine du parc de White City, dans un immeuble doté d'un grand nombre de fenêtres. En 1938, après le rachat du parc par William McCurry, le manège est incorporé dans un pavillon sans mur avec un toit en forme de dôme et déplacé dans le parc à côté d'un terrain de jeux pour enfants. Le carrousel est exploité en tant que concession, qu'un opérateur, William Hubbs, tient pendant 10 ans.
La direction du parc ne semble pas avoir déplacé le carrousel après sa reprise en 1945, comme l'indique un article de journal de 1955 : c'était toujours le même emplacement occupé depuis 38 ans. Le carrousel est de nouveau exploité comme concession dans le parc, cette fois par l'épouse d'Everett DuBois, le surintendant du parc. Comme Hubbs, Mme DuBois exploite le carrousel pendant presque 10 ans. Bien que la direction n'ait pas changé l'emplacement du manège, il est indiqué en 1955 que l'équipement montre son âge. En 1955, la direction du parc essaie de peindre par-dessus les vieilles peintures sur le dais, détérioré. La Indianapolis Art League s'y oppose et se porte volontaire pour restaurer les peintures originales plutôt que de les voir repeintes avec des personnages Disney.
Le pavillon dôme abritant le mécanisme s'effondre en 1956, détruisant le mécanisme et les manches qui supportent les animaux. La direction du parc se débarrasse des parties mécaniques détruites et entrepose les animaux. En 1961, les girafes, parmi d'autres animaux du carrousel, sont utilisées dans un spectacle de Noël joué dans le parc de l'Université d'Indianapolis. Pendant ce temps, des discussions sont entamées entre la direction du parc et l'Indianapolis Zoological Society pour que la société zoologique acquière les animaux pour les utiliser dans sa section enfants du zoo. En avril 1962 des articles de journaux informent qu'il est prévu que les animaux soient donnés au zoo, pour une installation dans le zoo principal ; le zoo prévoit d'acheter un manège plus petit pour le zoo des enfants. Les animaux sont apparemment encore à donner en décembre 1963 : un journal annonce que la direction du parc avait seulement donné l'autorisation au zoo d'utiliser les parties du carrousel, et que des volontaires allaient être sollicités pour restaurer les animaux. Le président de la société zoologique décrit les animaux comme étant « plus grands et coloriés de façon plus réaliste, et plus détaillés, plus robustes, et qu'ils ont davantage d'espèces différentes d'animaux que ce bric-à-brac qu'ils ont jeté aujourd'hui ».

### Acquisition par le muséum

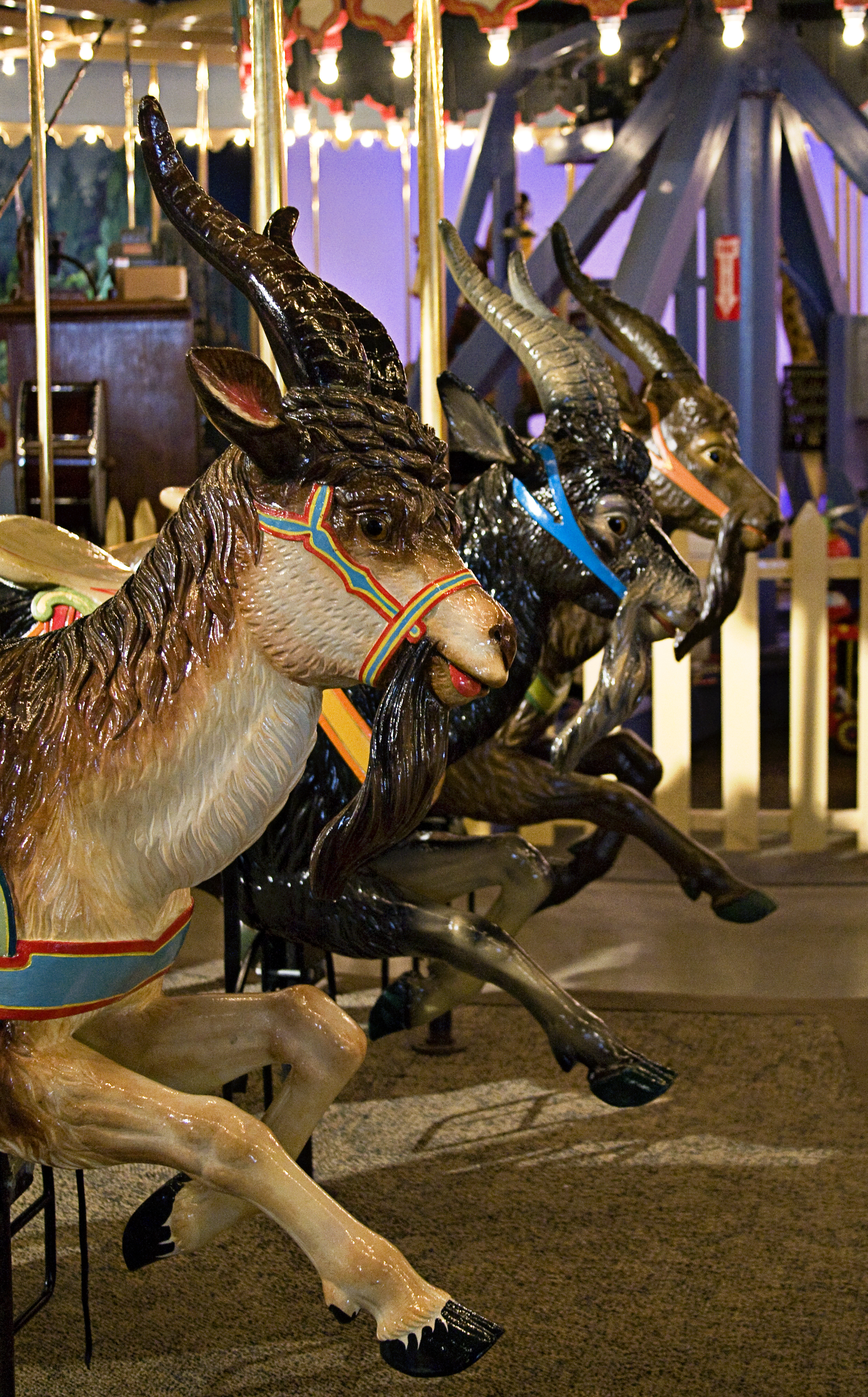
Gros-plan sur les têtes d'une rangée de chèvres

En 1965 le Children's Museum of Indianapolis, alors situé dans un immeuble situé 30th Meridian Streets, acquiert deux chevaux du carrousel. Mildred Compton, le directeur du muséum, avait vu le carrousel dans le Broad Ripple Park avant 1952, et espérait mettre à l'abri les animaux survivants, mais la direction du parc ne voulait initialement pas en laisser plus de deux, la direction utilisant cinq ou six animaux lors du spectacle annuel donné pour Noël au Monument Circle. Durant la première moitié de 1966, les deux sont remis à neuf par un volontaire du musée. Les deux étaient couverts de vieille peinture, l'un est repeint, l'autre est nettoyé pour mettre en valeur les gravures sur l'animal. Compton obtient des queues de vrais chevaux d'un abattoir d'Indianapolis pour remplacer les originales perdues. Dès septembre 1966 les deux chevaux sont prêts à être installés dans l'entrée du muséum.
La direction du parc autorise le musée à utiliser une des girafes survivantes dans une baraque foraine lors d'un festival d'automne se tenant au musée d'art d'Indianapolis en 1968.. Le musée acquiert ensuite la plupart des animaux restants en 1969, après une recherche dans l'immeuble de stockage contenant les animaux. Ceux-ci, entiers ou en morceaux sont éparpillés à travers l'immeuble et même sous des boîtes .. Outre un grand nombre de chevaux, on trouve deux girafes supplémentaires, un lion et un tigre. Des photographies des animaux sont envoyés à Frederic Fried, un expert en carrousels, qui confirme que les animaux ont bien été fabriqués aux États-Unis et pas en Allemagne, probablement avant 1900. Il confirme aussi qu'ils ont été sculptés par la société Dentzel.
Le musée projette de garder quelques animaux et de vendre les autres pour financer ses opérations, mais Mildred Compton revient d'une visite à la Conférence nationale des Carrousels de 1973 convaincu qu'il fallait au contraire les restaurer tous et recréer le carrousel en fonctionnement dans le nouvel immeuble programmé. Comme aucun espace n'a été alloué pour permettre l'installation d'une si grande exposition, les plans ont alors dû être révisés. Des colonnes requises dans la configuration originale sont déplacées pour permettre l'installation du carrousel au cinquième étage.
Pendant que les plans sont étudiés pour sécuriser les fondations en vue de la restauration du carrousel, des efforts sont faits pour retrouver des animaux manquants. En étudiant de vieilles photographies du carrousel, il est établi qu'il y avait trois cerfs qui n'ont pas été trouvés dans l'immeuble de stockage. Personne à la direction du parc n'avait d'information à leur sujet, et quelques employés croyaient que ces animaux avaient été détruits. De plus, deux chevaux manquaient. Le muséum contacte les journaux locaux, qui publient des histoires sur les efforts entrepris pour restaurer le carrousel. Les articles mentionnent les animaux manquants, et le fait que le musée cherchait à les retrouver. Un message anonyme reçu en décembre 1973 révèle que les cerfs sont utilisés lors du spectacle caritatif annuel pour Noël, où ils servent d'escorte au père Noël, et la direction du parc indique à Compton qu'ils seront envoyés au musée.

### Restauration

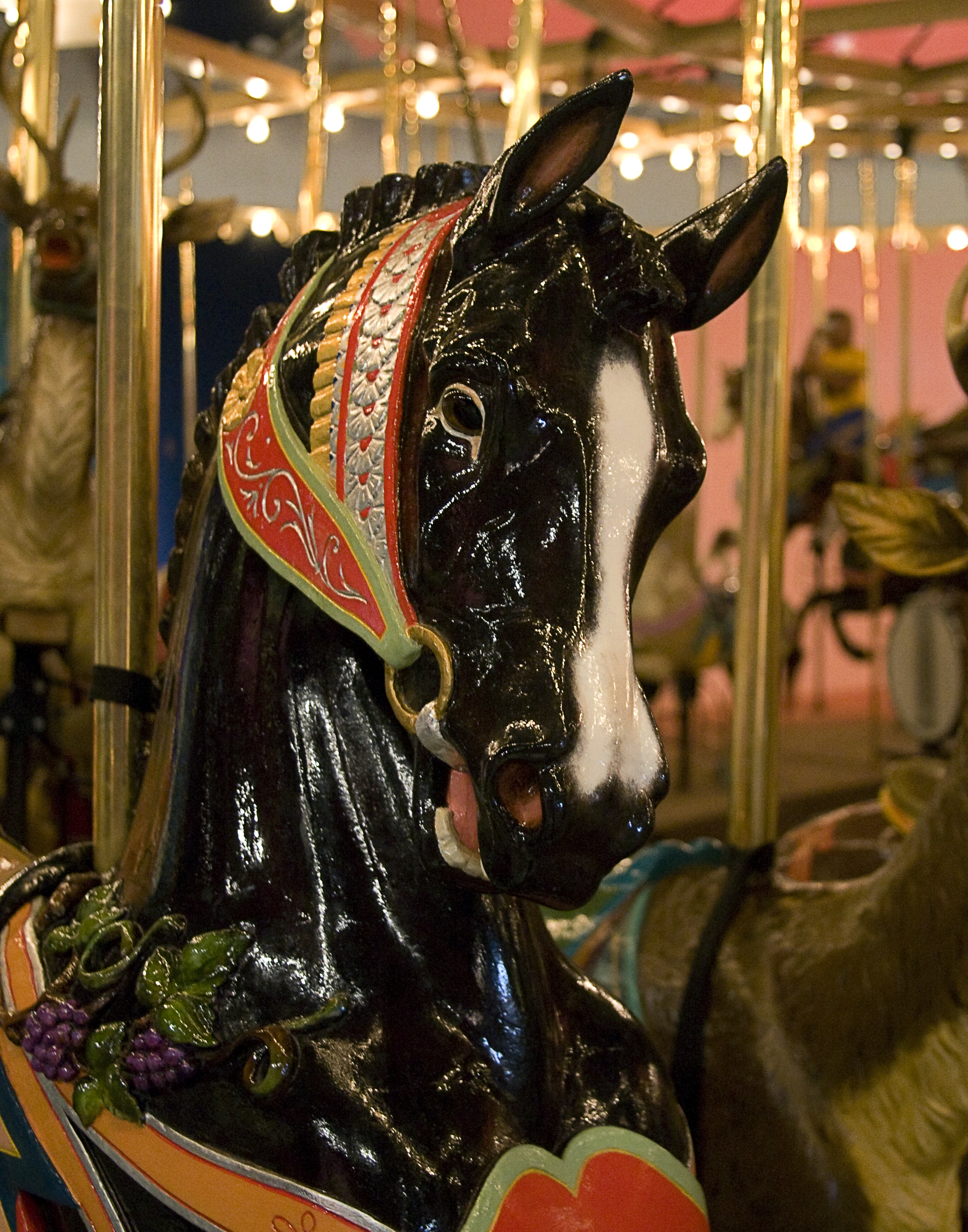
Tête d'un des chevaux du carrousel

Les parties mécaniques sont assemblées au cinquième étage en novembre 1975, utilisant un mécanisme Mangel-Illions non-original. Un orgue de carrousel Wurlitzer, qui appartenait à un parc de San Francisco, est ajouté. Avant son installation dans le Children's Museum, l'orgue est remis en état et reconstruit par Carval Stoots de Plainfield (Indiana), en 1976.
Un artiste de Pennsylvanie a recréé les panneaux supérieurs extérieurs dans le style des carrousels de l'époque de la Première Guerre mondiale. Les gravures sur les panneaux sont fournies par Allen and Rita Orre (Ohio) et la société International Amusement Devices basée dans l'Ohio ; les miroirs sont produits par une miroiterie d'Indianapolis. Les panneaux imagés étaient initialement des panneaux découverts par la société, et ceux-ci sont utilisés en 1976 et 1977 pendant que des répliques de panneaux dans le style Mangels-Illions sont construits dans les boutiques du muséum.
Les animaux sont restaurés entre 1975 et 1977 par Bill et Caroline Von Stein de Cincinnati (Ohio). Les Von Steins ont l'expérience de ce type de travail pour d'autres musées, mais n'avaient jamais restauré d'animaux de carrousel. À cause du mauvais état des animaux, aucune tentative n'a été faite pour les restaurer dans leur peinture originale ; à la place, les restaurateurs sont autorisés à effectuer eux-mêmes les choix de couleur et des autres décorations. Les seuls demandes du musée sont qu'ils utilisent des motifs décoratifs raisonnablement naturels et aucune couleur vive.

### Changements depuis la restauration initiale
Le moteur original faisant fonctionner le carrousel est un mécanisme à courroie, mais après la restauration initiale, il a été remplacé par un système à air comprimé fourni par la société Kissell Brothers Amusement Rides de Cincinnati (Ohio), qui suggère d'améliorer la plateforme du carrousel. Pour améliorer l'accueil du public, un pavillon est construit au-dessus du carrousel et une cabine pour les tickets est installée. Aucun n'est fondé sur un élément existant, mais ils sont composés de plusieurs autres structures. Les animaux sont enlevés un par un du carrousel pour une maintenance de routine et un entretien.
Le carrousel est inscrit au National Historic Landmark le 27 février 1987, et le Programme des National Historic Landmarks approuve le dossier avec l'avis  « satisfaisant » en 2008. Le carrousel est la plus grande attraction du muséum, et peut être utilisée par les visiteurs.

## Composition du carrousel
Le carrousel est l'un des trois plus vieux carrousels à animaux de la Dentzel Carousel Company.
Trente et un de ses 42 animaux de bois sont des chevaux, 17 debout et 14 en train de sauter. On compte aussi trois chèvres, trois girafes, trois cerfs, un lion et un tigre. Le lion et le tigre sont typiques des carrousels Dentzel, tout comme les trois girafes (l'amour de Gustav Dentzel pour ce dernier animal se manifeste par le fait que tous ses carrousels comportent au moins une rangée de girafes). Les animaux sont disposés en trois cercles autour du mécanisme central, en alternant les chevaux sautant avec les animaux stationnaires.
De manière caractéristique pour un carrousel fait par Magnels-Illions, il comporte 18 animaux sautant ; tous sont des originaux, sauf un, qui, n'ayant pu être retrouvé en 1975, fut remplacé par un autre cheval Dentzel. Bien que les animaux n'étaient à l'origine pas sculptés pour porter des bijoux, cette décoration était tellement répandue dans le parc que le musée en ajouta aux animaux du cercle extérieur durant leur restauration.
Le mécanisme entraînant l'ensemble est un carrousel fait par Mangels-Illions d'un diamètre de 40 pi (12,192 m), mais il n'est pas certain qu'il corresponde au mécanisme originel de cette société. L'ensemble a un diamètre de 42 pi (12,8016 m). L'orgue, un orgue de carrousel Wurlitzer de 1919 de modèle 146B, est d'un type conçu spécialement pour les carrousels.